# Алкаліметрія
Алкаліме́трія (араб. алкалі — луг і грец. μετρεω — вимірювати) (англ. alkalimetry) — об'ємний метод кількісного визначення кислот, а також солей слабких кислот титруванням їх розчинів лугом певної концентрації.
Кінець титрування визначають за допомогою кислотно-основних індикаторів (метилоранж, фенолфталеїн). За об'ємом і концентрацією лугу, витраченого на титрування, визначають кількість кислоти, виходячи з реакції нейтралізації, що лежить в основі алкаліметрії.